# Miguel de la Madrid Guerrero
Miguel de la Madrid Guerrero (1827-1895) fue un Gobernador de Colima. Nació en Villa de Álvarez, Colima en 1827, siendo hijo del Coronel José Mariano Agustín De la Madrid Brizuela y de María Josefa Guerrero Alcaraz, nieta de Anastacio Brizuela. Fue a su vez, nieto de Domingo de la Madrid originario de Pesaguero España, padre del licenciado Enrique O. de la Madrid y bisabuelo del expresidente de la república Miguel de la Madrid Hurtado. Fue diputado al Congreso de Colima en diferentes ocasiones y gobernador sustituto del 27 de abril al 28 de junio de 1883; del 16 de septiembre al 31 de octubre de 1883 y del 15 de marzo al 20 de julio de 1887. Murió en la Ciudad de Colima en 1895.